# Megachile bituberculata
Megachile bituberculata är en biart som beskrevs av Conrad Ritsema 1880. Megachile bituberculata ingår i släktet tapetserarbin, och familjen buksamlarbin. Inga underarter finns listade i Catalogue of Life.